# 盧武鉉政府
盧武鉉政府（韩语：／ No Muhyeon Jeongbu），又稱參與政府（／ Chamyeo Jeongbu），是2003年2月25日至2008年2月24日由第16任韓國總統盧武鉉所領導的第六共和國第四屆大韓民國政府。盧武鉉政府提出了與國民一起實現民主主義、共同生活的均衡發展社會、和平與繁榮的東北亞時代等國政目標。

## 背景
2003年2月25日，隨著第16屆總統選舉當選的盧武鉉就職，盧武鉉政府上台，新千年民主黨成為執政黨。盧政府於2008年2月24日午夜結束。2004年6月成立的第17屆國會是立憲史上首次奪取議會權力的第一個民主黨，從一開始就提高了民眾對政治改革的期待。
然而，隨著朝野在四大改革立法和前史調查委員會的推動上的對立加劇，政治紛爭愈演愈烈。因此，儘管進行了各種改革立法的努力，但因與在野黨的衝突而失敗，也被批評為執著於意識形態問題。 此外，盧武鉉因妻子受賄醜聞辭職後自殺。

## 政府人事

### 總統秘书室
| 職務           | 肖像 | 姓名   | 任職期間       | 任職期間       | 所屬政黨 |
| 職務           | 肖像 | 姓名   | 到任時間       | 卸任時間       | 所屬政黨 |
| -------------- | ---- | ------ | -------------- | -------------- | -------- |
| 总统秘书室长   |      | 文喜相 | 2003年2月25日  | 2004年2月13日  | 無黨籍   |
| 总统秘书室长   |      | 金雨植 | 2004年2月13日  | 2005年8月19日  | 無黨籍   |
| 总统秘书室长   |      | 李炳浣 | 2005年8月25日  | 2007年3月9日   | 無黨籍   |
| 总统秘书室长   |      | 文在寅 | 2007年3月12日  | 2008年2月24日  | 無黨籍   |
| 政務首席秘書官 |      | 柳寅泰 | 2003年2月25日  | 2004年2月13日  | 無黨籍   |
| 國家情報院院長 |      | 高泳耇 | 2003年4月25日  | 2005年7月11日  | 無黨籍   |
| 國家情報院院長 |      | 金昇圭 | 2003年4月25日  | 2006年11月23日 | 無黨籍   |
| 國家情報院院長 |      | 金万福 | 2006年11月23日 | 2008年2月29日  | 無黨籍   |

### 國務總理
| 內閣 次序 | 總理肖像 | 總理姓名       | 任职期間      | 任职期間      | 任职期間 | 所屬政黨     |
| 內閣 次序 | 總理肖像 | 總理姓名       | 到任時間      | 卸任時間      | 任期時間 | 所屬政黨     |
| --------- | -------- | -------------- | ------------- | ------------- | -------- | ------------ |
| 1         |          | 高建           | 2003年2月26日 | 2004年5月23日 | 1年87天  | 新千年民主党 |
| 1         |          | 李宪宰（代理） | 2004年5月24日 | 2004年6月29日 | 36天     | 無黨籍       |
| 1         |          | 李海瓒         | 2004年6月30日 | 2006年3月15日 | 1年258天 | 开放国民党   |
| 1         |          | 韩悳洙（代理） | 2006年3月16日 | 2006年4月19日 | 35天     | 無黨籍       |
| 1         |          | 韩明淑         | 2006年4月20日 | 2007年3月7日  | 321天    | 开放国民党   |
| 1         |          | 权五奎（代理） | 2007年3月7日  | 2007年4月2日  | 26天     | 無黨籍       |
| 1         |          | 韩悳洙         | 2007年4月3日  | 2008年2月29日 | 332天    | 無黨籍       |

### 內閣
| 職務                              | 姓名           | 肖像 | 任職期間                                           | 任職期間       | 所屬政黨     |
| 職務                              | 姓名           | 肖像 | 到任時間                                           | 卸任時間       | 所屬政黨     |
| --------------------------------- | -------------- | ---- | -------------------------------------------------- | -------------- | ------------ |
| 经济副总理兼 财政经济部部长       | 金振杓         |      | 2003年2月27日                                      | 2004年2月10日  | 开放国民党   |
| 经济副总理兼 财政经济部部长       | 李宪宰         |      | 2004年2月10日                                      | 2005年3月7日   | 無黨籍       |
| 经济副总理兼 财政经济部部长       | 韩悳洙         |      | 2005年3月14日                                      | 2006年7月18日  | 無黨籍       |
| 经济副总理兼 财政经济部部长       | 权五奎         |      | 2006年7月18日                                      | 2008年2月29日  | 無黨籍       |
| 教育副总理兼 教育与人的资源部部長 | 尹德弘         |      | 2003年3月7日                                       | 2003年12月24日 | 無黨籍       |
| 教育副总理兼 教育与人的资源部部長 | 安秉永         |      | 2003年12月24日                                     | 2005年1月5日   | 無黨籍       |
| 教育副总理兼 教育与人的资源部部長 | 李基俊         |      | 2005年1月5日                                       | 2005年1月11日  | 無黨籍       |
| 教育副总理兼 教育与人的资源部部長 | 金永植（代理） |      | 2005年1月11日                                      | 2005年1月27日  | 無黨籍       |
| 教育副总理兼 教育与人的资源部部長 | 金振杓         |      | 2005年1月28日                                      | 2006年7月21日  | 开放国民党   |
| 教育副总理兼 教育与人的资源部部長 | 金秉准         |      | 2006年7月21日                                      | 2006年8月9日   | 开放国民党   |
| 教育副总理兼 教育与人的资源部部長 | 李鍾瑞（代理） |      | 2006年8月9日                                       | 2006年9月19日  | 無黨籍       |
| 教育副总理兼 教育与人的资源部部長 | 金信一         |      | 2006年9月20日                                      | 2008年2月6日   | 無黨籍       |
| 教育副总理兼 教育与人的资源部部長 | 徐南洙（代理） |      | 2008年2月6日                                       | 2008年2月28日  | 無黨籍       |
| 科学技术副总理兼科学技术部部長    | 朴虎君         |      | 2003年2月27日                                      | 2003年12月27日 | 新千年民主党 |
| 科学技术副总理兼科学技术部部長    | 吳明           |      | 2003年12月28日                                     | 2006年2月10日  | 無黨籍       |
| 科学技术副总理兼科学技术部部長    | 金雨植         |      | 2006年2月10日                                      | 2008年2月29日  | 無黨籍       |
| 統一部部長                        | 丁世鉉         |      | 金大中政府官员 2002年1月29日到任 2003年2月27日留任 | 2004年6月30日  | 無黨籍       |
| 統一部部長                        | 郑东泳         |      | 2004年7月1日                                       | 2006年2月9日   | 开放国民党   |
| 統一部部長                        | 李锺奭         |      | 2006年2月10日                                      | 2006年12月10日 | 無黨籍       |
| 統一部部長                        | 李在祯         |      | 2006年12月11日                                     | 2008年2月28日  | 無黨籍       |
| 外交通商部部長                    | 尹永寬         |      | 2003年2月27日                                      | 2004年1月17日  | 無黨籍       |
| 外交通商部部長                    | 潘基文         |      | 2004年1月17日                                      | 2006年11月10日 | 無黨籍       |
| 外交通商部部長                    | 宋旻淳         |      | 2006年11月10日                                     | 2008年2月29日  | 無黨籍       |
| 法務部部長                        | 康錦實         |      | 2003年2月27日                                      | 2004年7月28日  | 無黨籍       |
| 法務部部長                        | 金昇圭         |      | 2004年7月29日                                      | 2005年6月29日  | 無黨籍       |
| 法務部部長                        | 千正培         |      | 2005年6月29日                                      | 2006年7月26日  | 开放国民党   |
| 法務部部長                        | 金成浩         |      | 2006年8月28日                                      | 2007年9月3日   | 無黨籍       |
| 法務部部長                        | 鄭城鎭         |      | 2007年9月4日                                       | 2008年2月28日  | 無黨籍       |
| 國防部部長                        | 曹永吉         |      | 2003年2月27日                                      | 2004年7月29日  | 無黨籍       |
| 國防部部長                        | 尹光雄         |      | 2004年7月29日                                      | 2006年11月24日 | 無黨籍       |
| 國防部部長                        | 金章洙         |      | 2006年11月24日                                     | 2008年2月29日  | 無黨籍       |
| 行政自治部部長                    | 金斗官         |      | 2003年2月27日                                      | 2003年9月18日  | 無黨籍       |
| 行政自治部部長                    | 許成寬         |      | 2003年9月19日                                      | 2005年1月4日   | 無黨籍       |
| 行政自治部部長                    | 吳盈敎         |      | 2005年1月5日                                       | 2006年3月21日  | 無黨籍       |
| 行政自治部部長                    | 李庸燮         |      | 2006年3月27日                                      | 2006年12月4日  | 無黨籍       |
| 行政自治部部長                    | 朴明在         |      | 2006年12月13日                                     | 2008年2月28日  | 开放国民党   |
| 文化观光部部長                    | 李沧东         |      | 2003年2月27日                                      | 2004年6月30日  | 無黨籍       |
| 文化观光部部長                    | 鄭東采         |      | 2004年7月1日                                       | 2006年3月6日   | 开放国民党   |
| 文化观光部部長                    | 金明坤         |      | 2006年3月27日                                      | 2007年5月7日   | 無黨籍       |
| 文化观光部部長                    | 金鍾民         |      | 2007年5月8日                                       | 2008年2月28日  | 無黨籍       |
| 农林部部長                        | 金泳镇         |      | 2003年2月27日                                      | 2003年7月8日   | 新千年民主党 |
| 农林部部長                        | 許祥萬         |      | 2003年7月24日                                      | 2005年1月4日   | 無黨籍       |
| 农林部部長                        | 朴弘綬         |      | 2005年1月5日                                       | 2007年8月31日  | 开放国民党   |
| 农林部部長                        | 任祥奎         |      | 2007年8月31日                                      | 2008年2月29日  | 無黨籍       |
| 产业资源部部長                    | 尹镇植         |      | 2003年2月27日                                      | 2003年12月16日 | 無黨籍       |
| 产业资源部部長                    | 李熙範         |      | 2003年12月17日                                     | 2006年2月10日  | 無黨籍       |
| 产业资源部部長                    | 丁世均         |      | 2006年2月10日                                      | 2007年1月3日   | 开放国民党   |
| 产业资源部部長                    | 金榮柱         |      | 2007年1月29日                                      | 2008年2月28日  | 無黨籍       |
| 情報通信部部長                    | 陈大济         |      | 2003年2月27日                                      | 2006年3月21日  | 無黨籍       |
| 情報通信部部長                    | 盧俊亨         |      | 2006年3月22日                                      | 2007年9月3日   | 無黨籍       |
| 情報通信部部長                    | 柳英煥         |      | 2007年9月4日                                       | 2008年2月29日  | 無黨籍       |
| 保健福祉部部長                    | 金花中         |      | 2003年2月27日                                      | 2004年7月1日   | 开放国民党   |
| 保健福祉部部長                    | 金槿泰         |      | 2004年7月1日                                       | 2006年2月9日   | 开放国民党   |
| 保健福祉部部長                    | 柳时敏         |      | 2006年2月10日                                      | 2007年5月22日  | 开放国民党   |
| 保健福祉部部長                    | 卞在進         |      | 2007年6月18日                                      | 2008年2月29日  | 無黨籍       |
| 環境部部長                        | 韩明淑         |      | 2003年2月27日                                      | 2004年2月16日  | 开放国民党   |
| 環境部部長                        | 郭決鎬         |      | 2004年2月18日                                      | 2005年6月28日  | 無黨籍       |
| 環境部部長                        | 李在庸         |      | 2005年6月28日                                      | 2006年3月21日  | 开放国民党   |
| 環境部部長                        | 李致範         |      | 2006年4月7日                                       | 2007年9月4日   | 無黨籍       |
| 環境部部長                        | 李圭用         |      | 2007年9月21日                                      | 2008年2月29日  | 無黨籍       |
| 劳动部部長                        | 權奇洪         |      | 2003年2月27日                                      | 2004年2月10日  | 开放国民党   |
| 劳动部部長                        | 金大煥         |      | 2004年2月10日                                      | 2006年1月2日   | 無黨籍       |
| 劳动部部長                        | 李相洙         |      | 2006年1月2日                                       | 2008年2月29日  | 开放国民党   |
| 女性家族部部長                    | 池銀姬         |      | 2003年2月27日                                      | 2005年1月4日   | 無黨籍       |
| 女性家族部部長                    | 張夏眞         |      | 2005年1月5日                                       | 2008年2月29日  | 开放国民党   |
| 建设交通部部長                    | 崔鍾璨         |      | 2003年2月27日                                      | 2003年12月28日 | 無黨籍       |
| 建设交通部部長                    | 姜東錫         |      | 2003年12月29日                                     | 2005年3月29日  | 無黨籍       |
| 建设交通部部長                    | 秋秉直         |      | 2005年4月6日                                       | 2006年11月15日 | 开放国民党   |
| 建设交通部部長                    | 李庸燮         |      | 2006年12月11日                                     | 2008年2月29日  | 無黨籍       |
| 海洋水產部部長                    | 許成寬         |      | 2003年2月27日                                      | 2003年9月18日  | 無黨籍       |
| 海洋水產部部長                    | 崔洛正         |      | 2003年9月18日                                      | 2003年10月2日  | 無黨籍       |
| 海洋水產部部長                    | 金英南（代理） |      | 2003年10月2日                                      | 2003年10月13日 | 無黨籍       |
| 海洋水產部部長                    | 張丞玗         |      | 2003年10月14日                                     | 2005年1月4日   | 無黨籍       |
| 海洋水產部部長                    | 吴巨敦         |      | 2005年1月5日                                       | 2006年3月26日  | 开放国民党   |
| 海洋水產部部長                    | 金成珍         |      | 2006年3月27日                                      | 2007年5月10日  | 無黨籍       |
| 海洋水產部部長                    | 姜武賢         |      | 2007年5月11日                                      | 2008年2月29日  | 無黨籍       |
| 企划预算处部長                    | 朴奉欽         |      | 2003年2月27日                                      | 2004年1月1日   | 無黨籍       |
| 企划预算处部長                    | 金秉日         |      | 2004年1月2日                                       | 2005年1月27日  | 無黨籍       |
| 企划预算处部長                    | 卞良均         |      | 2005年1年28月                                      | 2006年7月3日   | 無黨籍       |
| 企划预算处部長                    | 張秉浣         |      | 2006年7月21日                                      | 2008年2月4日   | 开放国民党   |
| 企划预算处部長                    | 潘長植（代理） |      | 2008年2月4日                                       | 2008年2月28日  | 無黨籍       |

## 外交
外交政策倡導東北亞平衡論。
2005年，盧政府成立了東北亞歷史基金會，旨在系統地、長期地應對日本和中國歪曲歷史和領土主張的行為。2006年與新生國家黑山建交。2007年與摩納哥建交。

### 對北政策
盧政府的對朝政策是以前總統金大中的陽光政策為基礎的。這意味著，為了實現朝鮮半島的統一，需要通過共存政策緩和大韓民國和朝鮮民主主義人民共和國（以下簡稱朝鮮）之間的緊張局勢，並通過經濟支持謀求發展。一些人批評說，過度的綏靖政策阻止了朝鮮專制政權的垮台。

### 大韓航空858航班爆炸案爭議
2003年，MBC和SBS廣播節目展示了金賢姬住所周圍。對此，2011年，金賢姬辯稱，盧武鉉政府之所以曝光她的住所，是因為她沒有出現在試圖將大韓航空飛機爆炸事件推向NSP操縱案的廣播中。金賢熙說，廣播的內容是讓金賢熙“承認我不是朝鮮特工，而是國家安全局的特工”。這是因為金正日妻子的侄子李漢英也在1997年因居住地址洩露而被謀殺。

### 韓美關係

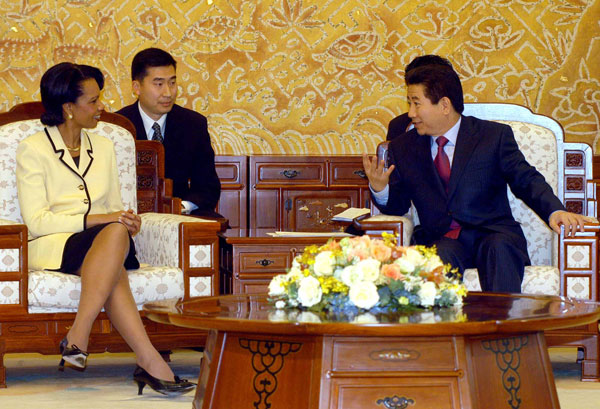
盧武鉉總統（右）與美國國務卿康多莉莎·賴斯

在總統選舉中，他強調韓美之間的橫向外交關係，追求前瞻性的後冷戰外交，訴諸於2002年7月一名中學生在美國裝甲車中喪生後加劇的反美情緒以及燭光守夜，在決定出兵後，對美國進行和解外交，招致進步派批評“親美外交與保守無異”。
當時，美國由包括喬治·W·布什在內的新保守主義者統治。因此，盧政府與美國政府在對朝政策上經常發生微妙的衝突。就職後，當布什政府與朝鮮政策發生分歧時，它通過調解朝鮮與美國之間的衝突被評價為“中立外交”。
相反，在北韓問題上同美國表現出分歧，因此受到保守陣營的“危險的反美外交”譴責。盧政府主張，這種對美外交是在美國希望的東西不會造成大損失的情況下接受美國的要求，並以此爲藉口就北韓問題向美國“實用主義”外交。
事實上，曾擔任白宮東亞和太平洋事務高級顧問的邁克爾格林在接受國內某日報採訪時表示，盧武鉉是“布什總統見過的最難以捉摸的人，但他是比任何一位總統都更加強韓美同盟的總統。”
不參與以美為首的多防區系統，要求歸還韓美聯合司令部掌握的戰時指揮權。
2007年4月2日，經過14個月的漫長談判，韓國與美國之間的自由貿易協定（FTA）——韓美自由貿易協定終於達成。2007年5月25日，協議文本對外公佈。

## 國防
盧武鉉政府把自主國防作為國防政策。
“國防改革2020”通過國防改革的“立法”，朝著文明的目標推進，評估認為，基於長期預算的增加，國防能力得到了加強。此外，2006年政府要求美國收回戰時指揮權，美國決定在三年內將其移交給韓國軍方，以備朝鮮半島出現緊急情況。 一些國防專家批評說，2020年國防改革沒有正確反映朝鮮的軍事實力，這是一個關鍵威脅。
在完善兵役制度方面，計劃到2014年將兵役期縮短6個月。

## 政治

### 立法機關
首次引入“政黨名單比例代表制”，進步黨民主勞動黨因此成功挺進國會，因民眾要求政治改革和面臨彈劾形勢，議員中有187名新人當選。平均年齡為51.7歲。第十八屆國會選出134名初任議員，平均年齡53.5歲。此外，由於一半的比例代表由女性擔任，女性立法者人數的迅速增加趨勢明顯。第17屆共有39名女議員，其中地方選區10名，比例29名，成功進入國會。 第十六屆國會只產生了21名女議員。 “國務院委員確認聽證會”也制度化。

### 克服專制政治文化
他主動放棄了與普通檢察官的對話及對檢察權獨立的意志、放棄黨權等對現有總統的手足等權力功能的控制，實現了對權威政治文化的克服。再加上提出了非專制總統，導致長期被韓國社會視為禁忌的總統可能會受到公開批評（或貶低）的局面。盧武鉉總統表示：“罵總統是民主社會中擁有主權的公民的理所當然的權利。如果主權者可以通過咒罵總統來緩解壓力，我會很高興地聽。”

### 選區清算
在總統選舉中，他以約48.9%的得票率當選，即2455萬張選票中的1201萬張。排在第二位的李會昌候選人獲得了1144萬張選票，落後於盧武鉉候選人57萬張選票。
分地區看得票率，慶南27.08%、釜山29.86%、慶北21.65%、大邱18.68%、全南93.39%、光州95.18%、全北91.59%、首爾51.30%，在一定程度上打破了區域結構。但是，嶺南和湖南的得票比例相差較大，並非完全清算區域格局。
之後，新成立的開放國民黨成為執政黨，呼籲結束地方主義。

### 地方分權
作為盧武鉉政府的主要國家任務之一，實施了分權政策以實現國家平衡發展。盧政府堅持要追求國家的均衡發展，以防止集中在大都市區造成的危害。因此，制定了三部國家平衡發展特別法：《國家平衡發展特別法》、《新行政首都建設特別法》和《地方分權特別法》。此外，在一些公共機構遷往地方之後，制定了創新城市計劃。

### 新行政首都計劃
隨著新行政基本建設特別法的製定，執政初期實施了新行政首都搬遷計劃，但因憲法法院裁定違憲而無法搬遷。之後，新的行政首都搬遷計劃被修改並修改為多功能行政城市建設特別法，導致世宗特別自治市的建設。

### 四大改革立法
在2004年第17屆國會第一次常會上，頂著彈劾的逆風取得國會多數席位的開放國民黨將4項法案指定為改革目標：國家安全法、私立學校法、歷史真相查明法和媒體關係法。由於這“四大改革法”的爭議，從2004年第一次國會開始，朝野就屢屢被打殘。大國家黨將其定義為“輿論分化法”，並予以強烈抵制。結果，四大改革立法在反對黨之間適度妥協，淪為“破爛法”。

## 經濟
盧政府的經濟政策受到韓國保守派和進步派的相互矛盾的評價。保守派指責他的經濟政策基於“反市場主義”，導致出現反商業情緒和阻礙投資，導致經濟衰退。另一方面，進步人士批評盧武鉉總統作為新自由主義者奉行親企業和反工人的經濟政策。對於批評，盧武鉉總統本人在青瓦台與財閥首腦的會談中說：如果把參與政府的經濟政策說成是親勞動者政策，勞動者就會生氣。雖然我沒有加入全經聯，但也有很多人認爲我是全經聯的成員。”
盧武鉉總統的經濟政策受到褒貶不一的評價。首先，實際進展甚微。房地產措施方面，雖然採取了多項措施，但仍無法阻止暴漲，感知經濟指數跌至谷底。 雖然成為淨債權國，但也有評估認為，隨著擴大開放後企業投資萎縮，其增長潛力下降。
但也有積極的方面。由於房地產措施導致投機情緒減弱，市場上的大部分投機資金流向了股市，這與KOSPI和KOSDAQ指數的大幅上漲直接相關，有助於企業增加管理資金。此外，在貿易收支和經常賬戶領域，自金大中政府以來連續五年錄得順差（年均經常賬戶順差132.73億美元），出口表現也是前幾屆政府中最好的。儘管受到匯率波動的影響，但人均國內生產總值也超過了20,000美元。而自從政府從淨債務國轉為淨債權國以來，它也成為了五年的淨債權國。
此外，由於其對社會各個領域的巨大影響，儘管在國內外也引發了正反尖銳對峙等諸多爭議，但它是第一個與美國締結自由貿易協定的亞洲國家。